# Zevenpapegaai
Zevenpapegaai, Zevenara, Vucub Caquix, Uucub-k'aquix (letterlijk zeven vuurveren, Uúc, zeven; k'ak, vuur; quix, veer) was een mythisch wezen in de Popol Vuh van de K'iche' Maya's van Yucatán en Guatemala. Hij was trots en werd verslagen door de goddelijke heldentweeling Hunahpu en Ixbalanqué met hulp van twee 'grootouders'. Zevenpapegaai had een vrouw, Chimalmát en twee zonen: Zipacná (de sterke, schept de bergen) en Cabracán (de schokker, beweegt de bergen). Zijn zonen werden ook door de tweeling verslagen, middels een list.
Zevenpapegaai (Zevenvuurveder) eigende zich de titel toe van de ware zonnegod Kinich K'ak-mó (Zonne-oog-Vuurvogel). De ware heer Ahau (Hunahpú) tuchtigde en vernietigde de overmoedig geworden zonnebegeleider Papegaai.

## Verhaal
Nog vóór de zon, 'het gezicht van zon en maan' waren nog verhuld, was er 'één wezen, dat heel trots was op zichzelf'. De vloed had bijna alle 'mensen van hout' vernietigd. De volgende mensheid zou volmaakt zijn, geschapen van witte en gele maïs.
'Ik ben de zon, ik ben het licht, ik ben de maan', zo riep Zevenpapegaai. Zijn macht zat in uiterlijk vertoon: in zijn ogen, in zijn tanden. 'Hij beroemde zich slechts op zijn veren en rijkdommen. En zijn blik ging maar tot de horizon en omvatte niet de wereld. (..) hij werd gedreven door zelfoverschatting en heerszucht.' De werkelijke goden waren Hunahpu en Ixbalanqué. Zij zouden later respectievelijk zon en maan worden.
'Zevenpapegaai bezat een grote nanceboom, waarvan hij [iedere dag] de vruchten at.' De tweeling wilde het bevel van Huracán, het 'Hart van de Hemel' uitvoeren en Zevenpapegaai ter dood brengen. Hunahpu schoot met zijn blaaspijp en trof de 'kinnebak' van Zevenpapegaai. Hij wilde Zevenpapegaai overweldigen, maar die rukte zijn arm uit en hing deze thuis in z'n hut boven het vuur. Zijn kaak was ontwricht en zijn tanden deden hem pijn.
De tweeling riep de hulp in van een oude man en vrouw, Grote Witte Ever en Grote Witte Das. Ze waren beschermgeesten (naguals). Zij zouden als dokters naar Zevenpapegaai gaan, terwijl de tweeling zich zou voordoen als hun kleinkinderen. Bij Zevenpapegaai aangekomen, stelden de 'dokters' voor zijn tanden te trekken, want 'een worm is de oorzaak van uw pijn.' Daarop antwoordde Zevenpapegaai: 'Het is niet goed om mijn tanden te trekken. Want alleen daardoor ben ik meester, mijn tanden en mijn ogen zijn mijn enige sieraad.' De dokters stelden voor er andere voor in de plaats te zetten, maar ze zetten er witte maïskorrels voor in de plaats. Z'n gezicht viel daarop in elkaar. Ze doorboorden zijn pupillen. 'Zo beroofden ze hem van al zijn rijkdommen.' En Zevenpapegaai stierf. De 'grootouders' zetten Hunahpu's arm weer op zijn plaats.
Zipacná doodde '400 jongelingen', nadat ze geprobeerd hadden hém te doden in een kuil, door een boomstam op hem te gooien. De tweeling was ontstemd om de dood van de 400 jongelingen en leidde Zipacná naar een bergkloof, waar op de bodem van het water een gefabriceerde, rode kreeft lag. Toen Zipacná hem wilde opduiken schoof de berg over zijn borst.
Cabracán kreeg een vogel, ingewreven met witte kalk te eten, waardoor hij zijn kracht verloor en geboeid kon worden en begraven. Zo was er een einde gemaakt aan Zevenpapegaai en zijn twee zonen.

## Betekenis
De mythische Zevenpapegaai had voor de Maya's een vergaande mythologische en astronomische betekenis. Ze zagen in hem 'de zeven sterren van het sterrenbeeld Grote Beer, dat met zijn opkomst en ondergang het begin en einde van het orkaanseizoen in Meso-Amerika inluidt.' De val van Zevenpapegaai 'vertegenwoordigde de ondergang van het sterrenbeeld in de maand juli.' Het losbarsten van de jaarlijkse regens, dat samenviel met de opkomst van de Grote Beer deed de Maya's mogelijk denken aan de mythologische vloed, die een einde maakte aan de 'houten mensen'.